# The Tour of the Brotherly Love
The Tour of the Brotherly Love – piąta trasa koncertowa grupy muzycznej Oasis, obejmująca wyłącznie Amerykę Północną; w jej trakcie odbyło się dziewiętnaście koncertów.
1. 11 maja 2001 – Paradise, Nevada, USA – The Joint
2. 12 maja 2001 – Santa Barbara, Kalifornia, USA – Santa Barbara Bowl
3. 14 maja 2001 – Los Angeles, Kalifornia, USA – Greek Theatre
4. 15 maja 2001 – Los Angeles, Kalifornia, USA – Greek Theatre
5. 17 maja 2001 – Greenwood Village, Kolorado, USA – Fiddler’s Green Amphitheatre
6. 19 maja 2001 – Saint Paul, Minnesota, USA – Xcel Energy Center
7. 20 maja 2001 – Tinley Park, Illinois, USA – New World Music Theatre
8. 22 maja 2001 – Toronto, Kanada – Molson Amphitheatre
9. 25 maja 2001 – Cuyahoga Falls, Ohio, USA – Blossom Music Center
10. 27 maja 2001 – Wallingford, Connecticut, USA – Oakdale Theater
11. 30 maja 2001 – Camden, New Jersey, USA – Tweeter Center on the Waterfront
12. 1 czerwca 2001 – Noblesville, Indiana, USA – Deer Creek Music Center
13. 2 czerwca 2001 – Clarkston, Michigan, USA – Pine Knob Music Theater
14. 3 czerwca 2001 – Corfu, Nowy Jork, USA – Darien Lake Performings Arts Center
15. 5 czerwca 2001 – Columbia, Maryland, USA – Merriweather Post Pavillion
16. 7 czerwca 2001 – New York City, Nowy Jork, USA – Radio City Music Hall
17. 8 czerwca 2001 – New York City, Nowy Jork, USA – Radio City Music Hall
18. 9 czerwca 2001 – New York City, Nowy Jork, USA – Radio City Music Hall
19. 11 czerwca 2001 – Mansfield, Massachusetts, USA – Tweeter Center for the Performings Arts